# コ・ソヌン
コ・ソヌン（고선웅）は韓国の演出家。コ・ソンウンと表記されることもある。

## 経歴
- 2005年 劇団「プレイファクトリー魔法陣（マバンジン）」立ち上げ[1]
- 2010年 京畿道立劇団芸術監督[2]
- 2015年 「美しい芸術人賞」受賞[3]
- 2015年 「今年の演出家賞」受賞
- 2018年 平昌パラリンピック開・閉会式の総合演出[4]